# Protula antennata
Protula antennata är en ringmaskart som beskrevs av Ehlers 1887. Protula antennata ingår i släktet Protula och familjen Serpulidae. Inga underarter finns listade i Catalogue of Life.